# Młodzawy Duże
Młodzawy Duże – wieś sołecka w Polsce, położona w województwie świętokrzyskim, w powiecie pińczowskim, w gminie Pińczów.
| SIMC    | Nazwa   | Rodzaj    |
| ------- | ------- | --------- |
| 0263159 | Kolonia | część wsi |
| 0263165 | Piaski  | część wsi |

W latach 1954–1972 wieś należała i była siedzibą władz gromady Młodzawy. W latach 1975–1998 miejscowość administracyjnie należała do województwa kieleckiego.
Przez Młodzawy Duże przebiega nieczynna wąskotorowa linia kolejowa Umianowice – Cudzynowice Świętokrzyskiej Kolei Dojazdowej.

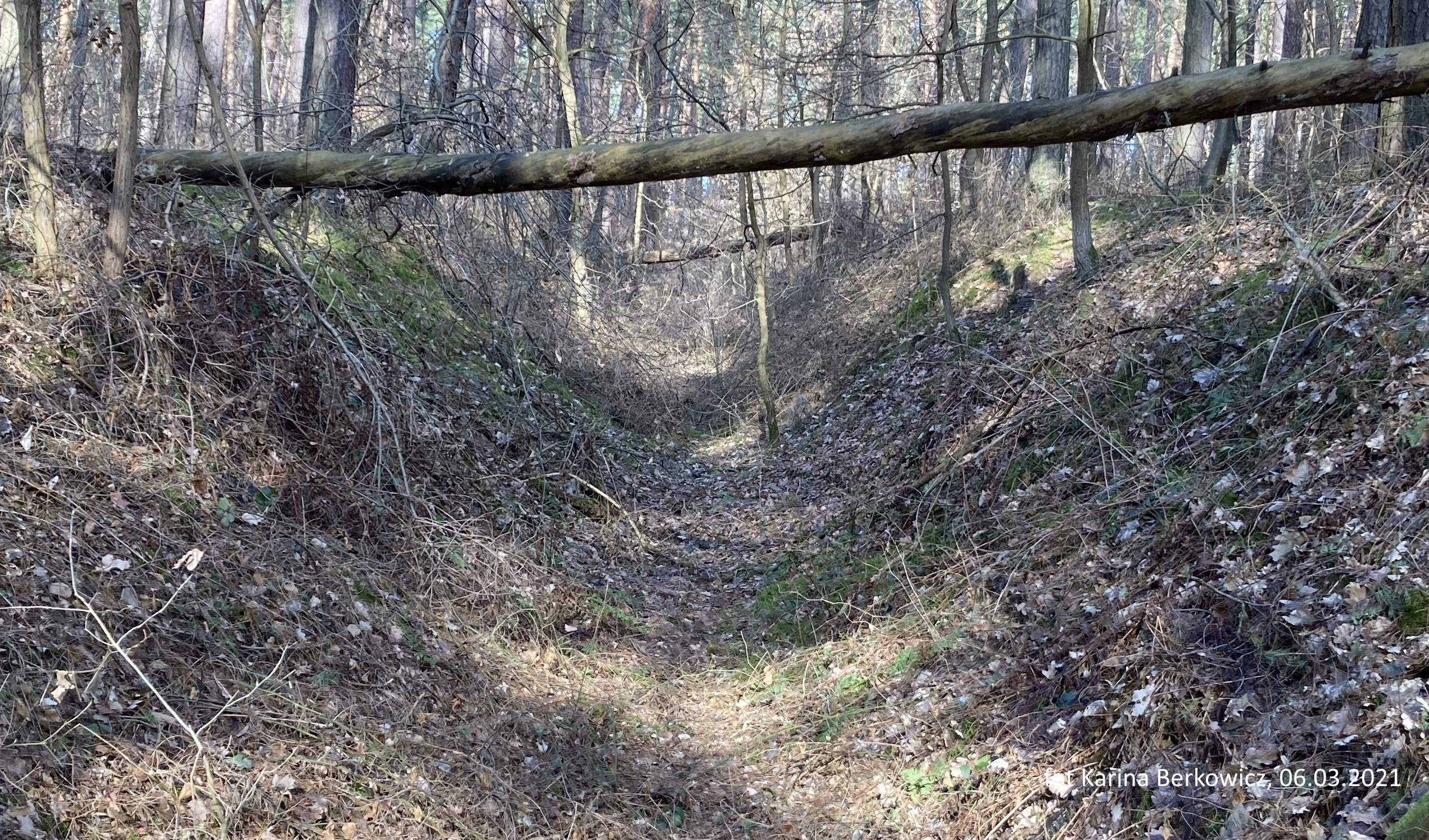
Zachowany do dziś rów przeciwczołgowy z niemieckiej linii umocnień A1, w lesie koło Młodzaw Dużych, ma jeszcze 2,3 m głębokości i 6,5 m szerokości u góry

Od 20 sierpnia 1944 roku w Młodzawach Dużych działał niemiecki obóz pracy. Istniał od 20 sierpnia 1944 do 12 stycznia 1945 roku. Znajdował się na terenie i w zabudowaniach podworskich. Budynki miały wymiary 20x8 m i 40x18 m. Przez obóz przeszło około 20 tysięcy Polaków, a przeciętny stan zaludnienia wynosił 1000 osób. Posiłki więźniów były bardzo liche i nie było szpitala. Pilnującymi byli tam sami Niemcy z SS. Ci się bardzo ordynarnie i źle obchodzili, tak z ludźmi z obozu, jak i z ludnością (z zeznań wójta gminy Chroberz Piotra Gila złożonych 9 października 1945 roku i 4 czerwca 1947 roku). Obóz składał się z ogrodzonego placu, na którym była stodoła i stary budynek gospodarczy. Stodoła służyła za noclegownię. W nocy osadzeni sypiali z braku miejsca ułożeni blisko siebie, w dużym ścisku. Warunki sanitarne były bardzo złe (z relacji Stanisławy Popek z Biedrzykowic przetrzymywanej w tym obozie). Więźniowie z tego obozu pracowali przy kopaniu dużych (głębokości ponad 2,5 m i szerokości u góry ok. 6,5 m) rowów przeciwczołgowych stanowiących część niemieckiej linii umocnień A1 – „Venus”, zachowanej do dziś na odcinku do Michałowa (do dziś przetrwał niemal niezniszczony rów mający ok. 6,5 km długości, jest to prawodpodobnie najdłuższy taki rów przeciwpancerny z zachowanych w całej Polsce). Za uchylanie się od pracy karano śmiercią – między innymi w Młodzawach Dużych Niemcy zastrzelili 3 kobiety. Pracujący byli bardzo dobrze pilnowani – co kilka metrów stał Niemiec, a każde wyjście za potrzebą odbywało się pod eskortą. Niemcy przechadzali się wzdłuż kopanego rowu, pilnie obserwując pracujących (relacja S. Popek). W obozie tym podczas ucieczki z obozu został zastrzelony [28 grudnia 1944 r] przez wartownika Michał Zadara ze wsi Michałowice, gminy Czarnocin, powiatu pińczowskiego. Został przez rodzinę zabrany i pochowany na cmentarzu parafialnym w Stradowie gminy Chroberz (z zeznań P. Gila złożonych 4 czerwca 1947 roku). Od sierpnia do grudnia 1944 r. komendantem tego obozu w Młodzawach był SS-Hauptsturmführer Theodor van Eupen, zbrodniarz wojenny, wcześniej komendant obozu w Treblince I, który stacjonował w Chrobrzu.